# Dolenje Polje
Dolenje Polje – wieś w Słowenii, w gminie Dolenjske Toplice. W 2018 roku liczyła 69 mieszkańców.